# 伊拉克駐黎巴嫩大使館爆炸案
1981年12月15日，伊拉克什叶派伊斯兰组织伊斯兰达瓦党在黎巴嫩贝鲁特的伊拉克大使馆发动自殺式汽车炸弹襲擊。爆炸夷平了大使馆，造成61人死亡110人受伤，身亡的包括伊拉克驻黎巴嫩大使。
是次袭击被许多人认为是第一宗现代自杀式炸弹袭击，预示着1983年美国驻黎巴嫩大使馆爆炸案和1983年贝鲁特军营炸弹袭击的發生。

## 背景
在1979年伊朗革命成功的鼓舞下，反复兴社會党的伊斯兰组织达瓦党在伊朗政府的财政和军事援助下，开始使用暴力手段对抗伊拉克政府。1979年和1980年，达瓦党在伊拉克暗杀了一些「高级但低调」的复兴社会党官员。1980年4月，达瓦党企圖謀殺伊拉克副总理塔里克·阿齐兹後，伊拉克政府強烈鎮壓达瓦党，其中包括处决达瓦党精神领袖穆罕默德‧巴克尔‧萨德尔。
在1980年9月爆发的两伊战争期间，剩下的达瓦黨领导人逃往伊朗，该组织成为伊朗政府对抗伊拉克的「有效代理人」。

## 炸彈爆炸
1981年12月15日，一名自杀式炸弹手駕著一辆装有大约100公斤炸药的汽车，衝入伊拉克驻贝鲁特大使馆大楼。 随之而来的爆炸摧毁了大使馆，造成61人死亡，包括伊拉克大使阿卜杜勒·拉扎克·拉弗塔，另有110多人受伤 。叙利亚诗人尼扎尔·卡巴尼的伊拉克籍妻子巴尔齐斯·阿尔拉维也在袭击中丧生。卡巴尼曾在大使馆文化部工作。

## 影响
这次袭击被認為是第一宗现代自杀式炸弹袭击（另外有人則指這是早期襲擊的其中之一），同時预示着1983年美国驻黎巴嫩大使馆爆炸案和1983年贝鲁特军营炸弹袭击。